# And Now … Ladies & Gentlemen
And Now … Ladies & Gentlemen (Alternativtitel: Unter der Sonne Marokkos – Eine Reise ins Ungewisse) ist ein Liebesfilm mit Patricia Kaas und Jeremy Irons in den Hauptrollen, den Regie-Veteran Claude Lelouch 2002 inszenierte und der über weite Strecken in Marokko spielt. Parallel zu ihrem Schauspieldebüt erschien Piano Bar, das fünfte Studio-Album von Patricia Kaas.

## Handlung
Der internationale Juwelendieb und Verkleidungskünstler Valentin Valentin, der sowohl in Paris als auch in London seinen zwar eleganten, aber nicht notwendigerweise modischen Raubzügen nachgeht, träumt davon, noch einmal im Leben die Welt zu umsegeln, und weiterhin träumt er davon, eines Tages alle seine Opfer zu entschädigen. Allerdings leidet er unter abrupt einsetzenden Anfällen von Amnesie. Wie auch die Barsängerin Jane Lester, die bei ihren Konzerten häufiger wegen Blackouts ihren Einsatz verpasst, aus dem Takt gerät, mit Mikrofon von der Bühne wandert oder im Kreisverkehr festhängt, mit zunehmender Tendenz. Zudem ist Jane noch angeschlagen wegen der Trennung von ihrem Trompeter. Valentin verlässt seine Freundin, die ehemalige Geisel Françoise, für ein Sabbatical und setzt Segel.
Als Valentins Rennyacht Ladies and Gentlemen – zufällig wie einer ihrer Songs – in Marokko strandet, begegnen sie sich. Jane hat ihre Band verlassen, und ihr neuer Arbeitgeber hat Jane, umnachtet wie sie ist, in ein Hotel dort beordert. Dass in dem Hotel Gräfin Falconetti weilt, erweist sich als günstige Geschäftsgelegenheit für den erstaunlich desorientierten Valentin. Jane gibt ihm ein Alibi, als deren Juwelen verschwinden, wegen einer angeblichen Liebesnacht, an die sie sich zu erinnern behauptet. Nach einigen Gigs stellt es sich heraus, dass Valentin und Jane – nicht recht verliebt, und auch beide sehr desillusioniert, was das Zwischenmenschliche anbelangt – tatsächlich Gehirntumore haben.
Den Ermittlern der Polizei zum Trotz machen sie sich von Moulay-Yacoub aus auf eine 26 Kilometer lange Wallfahrt auf, auf Schusters Rappen, und in sommerlicher Kleidung durch die flirrende Wüste und den Scirocco zum Grab der legendenhaften Lalla Chafia, die heilende Kräfte besitzen soll. Einige Sessions später wird Valentin verhaftet, überlebt seine gefährliche Operation, seine Chancen standen 1 zu 10, bei der er von einer Superregatta in Frankreich träumt, Jane scheint geheilt, die Juwelen aus dem Versicherungsbetrug tauchen auf, Françoise teilt sich daheim eine Koje mit dem Yachthändler, und Jane und Valentin setzen die hunderttägige Weltumsegelung gemeinsam fort.

## Hintergrund
Gedreht wurde in Essaouira und Fès in Marokko, in Frankreich unter anderem in Paris, Fécamp im Département Seine-Maritime sowie in London. Die Musik komponierte Michel Legrand. Robin Millar war für die Arrangements zuständig.
Der fertige Film wurde ausgewählt für die Closing Night der Filmfestspiele von Cannes 2002. Erstaufführung in der Bundesrepublik Deutschland war am 30. Januar 2003, am 4. August 2003 erschien der Film auf Video und DVD. Auf der deutschen DVD von e-m-s/Universum sind sowohl eine deutsche Kinofassung als auch ein Director’s Cut enthalten. Die Kinofassung hat eine Spielzeit von etwa 106 Minuten, der Director’s Cut läuft rund 127 Minuten.
Der taz zufolge spricht sich Patricia Kaas in der Synchronisation selbst.

## Kritiken
„Stimmungsvoll fotografierte Mischung aus Diebeskomödie, Beziehungs- und Krankheitsdrama, die einen stringenten Spannungsbogen wie auch die psychologische Durchzeichnung der Figuren vermissen lässt. Bemerkenswert sind das spielfreudige Ensemble und die jazzige Interpretation französischer Chansons.“

„Es widersetzt sich der Kritik: das ist selbst-satirisch. […] episodisch ohne Sinn und Zweck.“

„Das Leben, so lautet eine Zeile, ist ein Schlaf, und die Liebe ist der Traum darin – vielleicht braucht es ein Märchenland, um von der Liebe zu erzählen, und die Unfähigkeit sich zu erinnern ermöglicht einen Neuanfang – frei von Angst und Bindungen und Schuldgefühlen. […] Wenn alle Filme so wären, wäre das Stillstand – und es ist schön, solange einer nur seiner eigenen Zeitrechnung folgt. […] Lelouch hat für sein Filmreich die ewige Sommerzeit festgehalten.“

„Mag überholt und mehr als nur ein bisschen dekadent sein, aber kein schlechter Ort für einen Ausflug.“

“A goofy enthusiasm for itself that's contagious. Claude Lelouch […] clearly loves this movie, and his love, like that of a parent, infuses his creation with a glow that's irresistible, if not completely earned. […] either romantic poetry disguised as nonsense, or nonsense disguised as romantic poetry […] it all makes for a pleasant two-hour vacation”

„Ein alberner Enthusiasmus für sich selbst, der ansteckend ist. Claude Lelouch […] liebt offenbar seinen Film, und wie Elternliebe füllt es dieses Geschöpf mit einem unwiderstehlichen Leuchten – freilich unverdient. […] entweder romantische Poesie als Nonsens verkleidet, oder Nonsens getarnt als romantische Poesie […] wohltuend als Urlaub von zwei Stunden.“

„Die Kaas hat zwar noch nie gespielt, verfügt aber über eine entrückte, betörende Schönheit, die nach Kamera verlangt (und eine Stimme, für die man sterben möchte).“

„kaum zu glauben, dass das ernst genommen werden möchte. […] Daraus werden dann keine wichtigen Filme, aber manch einer will die Welt auch mit naiven Schlagern füllen. (Und was soll daran verkehrt sein? Wüsste ich gerne.)“